# Teoria psychoanalizy
Uzasadnienie: Oba artykuły opisują to samo zagadnienie

## Rozwój psychoseksualny
Dziecko w czasie swojego rozwoju przechodzi przez różne fazy. W każdej fazie prymat mają inne sfery erogenne wraz z zaspokojeniem płynącym z tych źródeł. Popędy pochodzące z określonych sfer erogennych noszą nazwę popędów cząstkowych. Pod koniec fazy następuje albo uwolnienie obsadzenia libidynalnego tych sfer albo utrwalenie noszące nazwę fiksacji. Ogólnie można życie seksualne człowieka podzielić na seksualność pregenitalną i seksualność genitalną. Pierwsza z nich obejmuje wszystkie fazy rozwoju psychoseksualnego aż do okresu latencji. Z definicji jest perwersyjna, ponieważ wyklucza zaangażowanie popędu w rozmnażanie. Wobec seksualności dziecięcej Freud używał określenia polimorficzna perwersyjność. Celem rozwoju psychoseksualnego jest skupienie popędów płynących ze wszystkich źródeł pod hegemonią genitalności i związanie ich z rozmnażaniem. 

### Faza narcyzmu pierwotnego
Klasyczna wersja psychoanalizy zakłada, że noworodek wszystkie popędy ma skierowanie na siebie. Ten etap rozwoju określa się jako narcyzm pierwotny. W trakcie procesu zaspokajania potrzeb dziecko kieruje swoje popędy na obiekt.

### Faza oralna
Pierwszym obiektem jest pierś matki. Etap, w którym dziecko czerpie satysfakcję z zaspokajania popędów pochodzących ze sfer oralnych (warg, gardła, przełyku) zwie się fazą oralną. Według Freuda w tej fazie nie ma jeszcze opozycji aktywność – pasywność. W stosunku do popędu dziecko jest jedynie pasywne. Karl Abraham wprowadził natomiast subfazę tej fazy faza sadystyczno – oralna. Relację z obiektem dziecko nawiązuje poprzez inkorporację – wyobrażenie wchłaniania obiektu dającego przyjemność.

### Faza analna
Kolejną fazą jest faza analna (nazywana także fazą analno-mięśniową). Dziecko czerpie wówczas przyjemność z drażnienia błony śluzowej odbytu oraz muskulatury – jako aparatu mogącego dziecku dać kontrolę nad procesem wydalania. Dziecko oscyluje wokół dwóch skrajności – dawanie – zatrzymywanie. Przyznaje także wartość wydalanym ekskrementom – jako częściom swojego ciała. Trening czystości staje się faktem społecznym dzięki temu, że dorośli domagają się defekacji w odpowiednim czasie i karcą za defekacje w czasie nieodpowiednim. Z fiksacjami w fazie analnej Freud wiązał takie cechy jak skąpstwo, rozrzutność, upartość, skłonność do kolekcjonowania, sadyzm i masochizm, stosunek do władzy i dominacji, twórczość, bierność i impulsywność, kontrola, uporządkowanie, czystość i skłonność do brudzenia itp. Karl Abraham wprowadził pojęcie fazy sadystyczno – analnej.

### Faza falliczna
Kolejną sferą erogenną, która zaczyna dominować są zewnętrzne narządy płciowe – penis i łechtaczka. Z tego względu okres dominacji tych sfer nosi nazwę fazy fallicznej. Kluczowymi wydarzeniami tej fazy jest lęk kastracyjny i kompleks Edypa (u chłopców) i kompleks Elektry (u dziewczynek). Na skutek ich pojawienia wczesnodziecięca aktywność seksualna zostaje zahamowana. Rozpoczyna się okres latencji.

### Faza genitalna
Osobnik wkracza w tę fazę wraz z okresem dojrzewania. Jej cechą charakterystyczną jest to, że przyjemność seksualna skupiona jest na narządach rozrodczych (pochwa u kobiet i penis u mężczyzn) oraz to, że przyjemność czerpana z zaspokajania popędu zostaje podporządkowana celom rozrodczym – dzięki czemu przestaje być perwersyjna.

## Strukturaaparatu psychicznego

### I teoria topograficzna
W początkowym okresie psychoanalizy Freud na określenie struktury aparatu psychicznego posługiwał się trzema pojęciami nieświadomość, przedświadomość, świadomość. W nieświadomości znajdują się myśli, wyobrażenia, które z uwagi na silne obsadzenie popędami bądź treść niemożliwą do zaakceptowania (sprzeczną z zasadami moralnymi, perwersyjną) zostały wyparte lub niedopuszczone do świadomości. Świadomość zaś jest instancją mającą we władaniu aparat motoryczny, mogącą realizować swoje zamierzenia w świecie rzeczywistym. Zatem celem nieświadomych popędów jest przedostanie się do świadomości i zrealizowanie swoich zamierzeń. Nie pozwala na to cenzura (którą Freud porównywał do strażnika decydującego, który z gości może, a który nie może wejść do domu). Nieświadome popędy – chcąc znaleźć drogę do realizacji – tworzą pewne twory zastępcze, które zwie się pochodnymi nieświadomego. Są one potencjalnie zdolne do uświadomienia, jednakże mają związek z nieświadomością (kontynuując metaforę Freuda – to tak jakby nieproszony gość wysłał w gościnę swojego kolegę). Takimi tworami są fantazje, marzenia dzienne czy objawy nerwicowe. 
Przedświadomość to obszar skupiający myśli, wyobrażenia, fantazje, które choć aktualnie nie są świadome, to – bez większego wysiłku – mogą stać się treścią świadomości.

### teoria strukturalna

Topografia psychiki Freuda

Najważniejszą częścią aparatu psychicznego według Freuda jest Id (niem. Es, pol. to). Skupia ona „wszystko to co dziedziczymy, co rodząc się przynosimy ze sobą, co jest konstytucjonalnie stałe, przede wszystkim więc wywodzące się z organizacji cielesnej popędy (...)”. 
Pod wpływem działania bodźców pochodzących ze świata zewnętrznego z części id powstaje kolejna część zwana Ego (niem. Ich, pol. Ja). Struktura ta pośredniczy między Id a światem zewnętrznym. Ego zawiaduje naszymi ruchami dowolnymi. Jego zadaniem jest zapewnienie bezpieczeństwa jednostce, które osiąga odbierając bodźce ze świata zewnętrznego, gromadząc je i kojarząc, unikając bodźców zbyt silnych, mogących zniszczyć jednostkę, wychodząc naprzeciw tym o umiarkowanych energiach, ucząc się, jak celowo, w sposób dla siebie korzystny zmieniać świat zewnętrzny. Zadaniem ego jest także umożliwianie zaspokajania popędów pochodzących z id. Jeżeli okoliczności nie sprzyjają temu zaspokojeniu ego tłumi popędy, odracza ich zaspokojenie do bardziej odpowiednich momentów. 
Ponieważ człowiek rozwija się w świecie społecznym, rozwija się kolejna instancja – Superego, która zawiera zbiór zasad moralnych.

## Powstawanie zaburzeń i chorób psychicznych

### Nerwice
Aby powstała nerwica, niezbędny jest konflikt, w którym ego w służbie superego odmawia id zaspokojenia i usuwa jego reprezentację ze świadomości. Id natomiast tworzy sobie reprezentację zastępczą w postaci objawów nerwicowych.
Za przyczynę nerwicy uważał Freud, powrót wypartych popędów. Według tegoż autora wyparcie wyobrażeń związanych z preedypalnymi formami zaspokojenia może być:
- ukończone (pełne, udane),
- częściowo udane,
- nieudane.

W przypadku wyparcia częściowo udanego pewne wyobrażenia zostały wyparte, lecz zachowały swoje obsadzenie. Z tego względu ciągle zagrażają wtargnięciem do świadomości (por. powrót wypartych popędów). W celu zachowania go z dala do świadomości konieczne jest silne przeciwobsadzenie. Chociaż główne zagrażające wyobrażenie nie zostaje uświadomione, to jednak tworzą się pochodne tego wyobrażenia w formie fantazji (zob. fantazmat), czynności pomyłkowych, marzeń sennych, objawów nerwicowych. Stąd twierdzenie Freuda, że objawy nerwicowe mają symboliczny związek z wypartymi popędami i analizując wolne skojarzenia, można dojść do wypartego wyobrażenia.

### Perwersje,Psychopatie
Zgodnie z poglądami Freuda, perwersja jest pierwotnym stanem dziecka. W perwersji popędy cząstkowe skierowane na obiekty z okresów preedypalnych (tzn. fazy oralnej, analnej, fallicznej) funkcjonują w sposób niezakłócony: nie rozwiązany zostaje kompleks Edypa i groźba kastracji okazuje się nieskuteczna w efekcie popędy cząstkowe nie ulegają organizacji w popęd genitalny.
W ten sposób popędy cząstkowe zostają niezorganizowane a obiekty preedypalne, które w typowym procesie rozwoju zostają zdeseksualizowane i zachowują jedynie status obiektów przygotowujących do normalnego aktu stają się fetyszami, zboczeniami.
Z niepowodzeniem kompleksu kastracji, brakiem sublimacji popędów związany jest brak rozwoju superego co objawia się psychopatią – normy moralne, chociaż znane nie mają regulującego, ograniczającego wpływu na zachowanie.

### Psychozy
Freud niewiele pisał o psychozach. Jego główne dzieło dotyczące psychoz to analiza autobiograficznego opisu paranoi Schrebera. 
O ile konflikt powodujący nerwicę angażuje id i ego, o tyle konflikt będący przyczyną powstania psychozy angażuje ego i świat zewnętrzny. Ego, napotkawszy ideę, której nie może zaakceptować odrzuca ją. Ale ponieważ idea ta jest ściśle związana z rzeczywistością, może to zrobić tylko za cenę odrzucenia rzeczywistości. Zatem początek powstawania psychozy związany jest z powstaniem "dziury w rzeczywistości": miejsca po wykluczonym wyobrażeniu. Logicznym efektem tego stanu jest sytuacja gdy poprzez ciąg skojarzeń można natrafić na tę "dziurę". Efektem takiego stanu będą działania kompensujące w momencie, gdy ego trafi na te wyobrażenia – coś co jest a czego nie powinno być. Te działania to "...łaty ponad miejscem, gdzie pierwotnie pojawiła się dziura w relacjach ego ze światem zewnętrznym". Przybierają one postać urojeń, halucynacji. Działanie ego polega wówczas na próbach uzupełnienia tej "dziury", ale nie poprzez przywrócenie wykluczonego elementu, a poprzez dodawanie tworów zgodnie z wolą id.

## Psychoanaliza a seksualność
Znaczenie pojęcia seksualność używanego przez Zygmunta Freuda jest znacznie szersze niż jego potoczny sens. Freud zaznacza wielokrotnie, że człowiek dwukrotnie rozpoczyna życie seksualne: pierwszy raz w dzieciństwie; epizod ten kończy się groźbą kastracyjną. Drugie rozpoczęcie życia seksualnego ma miejsce w okresie dojrzewania. Kontrowersyjnym obszarem omawianej teorii jest seksualność dziecięca. Freud twierdził, że wiele działań dzieci związanych z ssaniem, defekacją ma taką samą funkcję jak masturbacja – czyli wszystkie te czynności są związane z seksualnością. Seksualność w teorii Freuda to tyle co dążenie do przyjemności.
W koncepcji Freuda popęd seksualny nie jest jednolity. Składa się z wielu popędów cząstkowych. W przypadku normalnej seksualności popędy cząstkowe są połączone pod rządami sfer genitalnych i zaangażowane w funkcję rozmnażania. Jeżeli jednak z uwagi na utrwalenie (fiksację) popędu cząstkowego na wcześniejszym obiekcie nie będzie możliwe włączenie go do normalnej – genitalnej seksualności, otwarta jest droga do seksualności perwersyjnej, polegającej na aktywności innych niż genitalne sfer erogennych i właściwych im obiektów.

## Marzenia senne
Sen jest spełnieniem życzenia – tak brzmi podstawowa prawda wygłoszona przez Freuda na temat snu. Według tego autora, w czasie snu cenzura czasowo osłabia swoją działalność. Dzięki temu nieświadome myśli mają możliwość ujawniania się. Sen powstaje w dwóch etapach. Pierwszy to opracowanie pierwotne w czasie którego nieświadome myśli współdziałając ze sobą na prawach procesu pierwotnego (kondensacja, przemieszczenie) w oparciu o takie dane jak:
- świeże wspomnienia z poprzedniego dnia
- wspomnienia infantylne
- bodźce somatyczne

kształtuje pierwsze zręby snu. W czasie opracowania wtórnego sen nabiera charakteru fabuły, do pewnego stopnia uporządkowanej kolejności wydarzeń, chociaż ciągle są obecne cechy procesu pierwotnego (np. kiedy ktoś wygląda jak A a zachowuje się jak B).